# Johann Friedrich Nerlich
Johann Friedrich Nerlich (* um 1803 in Musternick, Kreis Glogau, Schlesien; † 12. April 1856 in Stralsund) war ein deutscher Orgelbauer in Stralsund.

## Leben
Laut dem Totenbuch der St.-Marien-Kirchengemeinde und des St. Jürgen-Friedhofes in Stralsund wurde Johann Friedrich Nerlich (auch: Nehrlich und Nörlich) um 1803 in Musternick im Kreis Glogau (Głogów) in Schlesien geboren. Die Orte seines beruflichen Werdegangs sind bislang unbekannt. Aus welchen Beweggründen sich Nerlich in Stralsund niedergelassen hat, ist nicht bekannt.
Von 1844 ist ein erster Orgelneubau bekannt, von 1855 der letzte. In Patzig ist an der Orgel die Aufschrift „Nerlich & Haase“ zu finden. Dabei handelt es sich um Ferdinand Haase, Schankwirt und Orgelbauer aus Stralsund. Beide Namen werden auch im Zusammenhang mit der Orgel der Klosterkirche St. Johannis in Stralsund genannt. Das Bürgerrecht der Stadt Stralsund erwarb Nerlich erst am 14. Oktober 1854. Ab 1855 arbeitete er Matthias Fernau zusammen. Seine Werkstatt befand sich im Haus C. 140, der jetzigen Frankenstraße 8. Das Haus ist nicht mehr erhalten. Am 12. April 1856 starb Nerlich in Stralsund an der Schwindsucht. Höchstwahrscheinlich übernahm Fernau nach Nerlichs Tod dessen Werkstatt.

## Werkliste (Auswahl)
Johann Friedrich Nerlich baute Orgeln im nördlichen Vorpommern. Ob er auch woanders Orgeln gebaut hat, ist bislang nicht bekannt. Typisch für Nerlich ist die Gehäusegestaltung. Meist baute er einen dreigeteilten Prospekt, bei dem der spitze Mittelturm in fünf Teile gegliedert ist. Über den Seitenfelder können sich Rosetten befinden. Die Öffnungen für die Pfeifen erhielten anfangs Spitzbögen, später auch Rundbögen. Seine Orgeln sind immer einmanualig mit Pedal. Es ist davon auszugehen, das Nerlich immer als Vertragspartner fungierte und Haase bzw. Fernau als Teilhaber in das jeweilige Projekt involviert waren. Das Werkverzeichnis ist bislang noch unvollständig.
| Jahr | Nr. | Ort                           | Gebäude             | Bild | Manuale | Regis- ter | Bemerkungen |
| ---- | --- | ----------------------------- | ------------------- | ---- | ------- | ---------- | --- |
| 1844 | 1   | Stralsund                     | Arbeitshaus         |      | I/P     | 10         | Die Orgel ist nicht erhalten. Im „Arbeitshaus“ stand in der Mitte des 19. Jahrhunderts eine Orgel von Nerlich und Haase, die 1844 in der Johanneskirche aufgestellt und dort Sachverständigen vorgeführt worden war. |
| 1846 | 2   | Patzig                        | St. Margarethen     |      | I/aP    | 8          | Die Orgel ist erhalten. Auf dem Firmenschild steht: Nerlich & Haase 1999 wurde die Orgel restauriert. |
| 1847 | 3   | Brandshagen                   | Marienkirche        |      | ?       | ?          | Die Orgel ist nicht erhalten. Sie wurde im Frühjahr 1847 für 800 Taler gebaut. 1922 erfolgte ein Neubau durch Franz Beyer mit elf Registern und pneumatischer Traktur. |
| 1847 | 4   | Neuenkirchen (Rügen)          | St. Maria Magdalena |      | I/aP    | 6          | Die Orgel ist erhalten. Sie wurde am 12. Oktober 1847 eingeweiht. 1892 wurde sie nach Swantow umgesetzt durch Paul Mehmel. Er baute auch einen neuen Prospekt. 1999–2003 wurde die Orgel von Rainer Wolter aus Zudar (Rügen) restauriert. |
| 1848 | 5   | Prerow                        | Seemannskirche      |      | I/P     | 10         | Die Orgel ist umgebaut erhalten. → Orgel |
| 1848 | 6   | Franzburg                     | Kirche Franzburg    |      | I/?     | ?          | Die Orgel ist nicht erhalten. Sie war seit 1968 nicht mehr benutzbar und wurde später abgerissen. 2007 erfolgte der Einbau einer Orgel von Paul Rother. Diese Orgel wurde wahrscheinlich bauartbedingt bereits um 1890 von dem Hamburger Orgelbaumeister Rother gebaut, sehr wahrscheinlich für eine andere Kirche mit Kuppelrückwand, worauf die Kröpfungen der längsten Pedalpfeifen hindeuten, bevor sie sich nachweisbar seit 1906 in der Anstaltskirche der Justizvollzugsanstalt Fuhlsbüttel befand. Diese Orgel gilt als eine der wenigen, ganz unverändert erhaltenen Orgeln des spätromantischen, norddeutschen Orgelbaus. |
| 1848 | 7   | Pinnow                        | Dorfkirche          |      | I/aP    | 8          | Die Orgel ist erhalten. Genaues Baujahr der Orgel ist derzeit nicht bekannt, es kann aber vom Sommer bzw. Herbst 1848 ausgegangen werden. 1868 fand wohl ein Umbau der Orgel durch Barnim Grüneberg statt. (Opus 105). 2013 erfolgte eine Generalrestaurierung der Orgel durch die Firma Mecklenburger Orgelbau. |
| 1848 | 8   | Kasnevitz                     | Jacobi-Kirche       |      | I/?     | ?          | Die Orgel ist nicht erhalten. Laut Akten wurde die Orgel nach 1848 angeschafft. 1902 erfolgte eine Neubau durch Barnim Grüneberg (II/P/12) op. 458. Dieses Werk ist erhalten und wurde 1998 durch Rainer Wolter restauriert. |
| 1849 | 9   | Ziethen                       | St. Marien          |      | I/?     | ?          | Die Orgel ist stark verändert erhalten. Sie wurde im Sommer 1849 erbaut. 1937 wurde das Instrument komplett umgestaltet. Die Orgel erhielt dabei einen heute noch bestehenden Freipfeifenprospekt. |
| 1850 | 10  | Semlow                        | Dorfkirche          |      | I/?     | ?          | Die Orgel ist nicht erhalten. Die Orgel wurde 1850 gebaut. 1913 baut Felix Grüneberg eine neue Orgel in das bestehende Gehäuse (Opus 686). Die Grüneberg-Orgel wurde 1999 restauriert. |
| 1850 | 11  | Horst (Sundhagen)             | Dorfkirche          |      | I/P     | 13         | Die Orgel ist erhalten. Orgel |
| 1852 | 12  | Altefähr                      | St. Nikolai         |      | I/?     | ?          | Die Orgel ist nicht erhalten. Es wird auch das Jahr 1848 für den Orgelbau angegeben. Die Empore ist aber erst 1852 erbaut worden. 1913 erfolgte ein Neubau durch Felix Grüneberg im alten Gehäuse und mit Pfeifenwerk von Nerlich (Opus 687). |
| 1854 | 13  | Neuenkirchen (bei Greifswald) | Dorfkirche          |      | I/P     | 11         | Die Orgel ist erhalten. Sie wurde 1984 von Rainer Wolter aus Zudar restauriert. Das Baujahr wurde teilweise mit 1836 angegeben. Aus einer anderen Quelle erfahren wir das Baujahr 1854. |
| 1855 | 14  | Kemnitz bei Greifswald        | Heilig-Kreuz-Kirche |      | I/P     | 10         | Die Orgel ist erhalten. 1885 erfolgte ein Umbau durch Friedrich Mehmel. 1963 veränderte Firma Sauer die Orgel. Im Orgelbauvertrag heißt es „Nerlich & Fernau“ bauen die Orgel. Also muss der sich 1855 in Stralsund frisch niedergelassene Fernau gleich als Kompagnon von Nerlich fungiert haben. |
| 1856 | 15  | ?                             | ?                   |      | I/?     | ?          | In der Erbmasse von Nerlich wird in der Stralsundischen Zeitung am 15. + 17. Juli 1856 folgendes erwähnt: Verkauft werden: „… zu einer neuen Orgel angefertigten Gegenständen: 1 Gehäuse, 2 Windladen, 190 Zinkpfeifen, 75 Holzpfeifen, und 1 Claviatur.“ Diese soll sofort meistbietend verkauft werden. Ob und wer die Orgelteile gekauft hat und wo diese eventuell aufgestellt worden sind, ist nicht bekannt. Die Orgel muss mindestens 5 Register gehabt haben. Wahrscheinlich hat Matthias Fernau die Werkstatt übernommen. Wo (und ob) das Orgelwerk aufstellt wurde, ist derzeit noch unbekannt.                           |